# ۴۹۶ (قمری)
۴۹۶ (قمری)، چهارصد و نود و ششمین سال در گاهشماری هجری قمری است. اول محرم این سال برابر با بیست و دوم اکتبر سال ۱۱۰۲ میلادی است.